# Jindřich I. Mohučský
Jindřich I. Mohučský (Heinrich I. von Mainz, 1080 – 1. nebo 3. září 1153, Einbeck), známý také jako Heinrich Felix z Harburgu, zastával v letech 1142 až 1153 funkci arcibiskupa mohučského a působil také jako regent Konráda III. Štaufského. V období Druhé křížové výpravy se pokusil zabránit opakovanému násilí proti mohučským židům. V roce 1147 se zúčastnil Venedské křížové výpravy.

## Život
Jindřich I. pravděpodobně pocházel z durynské šlechtické rodiny. V roce 1122 se stal proboštem Kláštera sv. Viktora, který se nacházel jižně před městem Mohuč. V tomto městě působil od roku 1128 jako děkan a dočasně také jako arciděkan. Měl blízký vztah s bývalým arcibiskupem Adalbertem I., kterému vděčil za jmenování arcibiskupem po smrti svého předchůdce Markolfa a také byl zavázán Konrádovi III., který ho finančně podporoval. Jindřich I. byl patrně vysvěcen z papežského legáta na biskupa, což je pozoruhodné, neboť nepatřil k dvorské kapli, ani k dvorské kanceláři. Během svého působení podporoval Jindřich I. mnoho klášterů, které si vzal pod svou biskupskou ochranu a bojoval za posílení církevní disciplíny. Důkazem toho je rok 1143, kdy zastával v Mohuči synodu, jejímž cílem bylo projednat a urovnat záležitosti týkající se sporu mezi klášterem sv. Petra v Mohuči a klášterem Disibodenberg. Měl velice dobrý vztah s papeži Innocentem II., Celestýnem II. a Luciem II., což se nadalo tvrdit o vztahu s papežem Evženem III. V roce 1147 se Konrád III. vydal na křížovou výpravu a jmenoval Jindřicha I. říšským regentem. Kromě zastupování panovníka mu byla svěřena výchova Konrádova syna, Jindřicha. Jindřich tudíž pro své povinnosti nemohl opustit užší území Říše a je pravděpodobné, že se právě z tohoto důvodu v roce 1148 nezúčastnil církevního sněmu v Remeši, a byl tak papežem Evženem III. suspendován. Jindřich byl znovu povolán do funkce poté, co navštívil papeže v Římě. Když se v roce 1150 Konrád III. vrátil a znovu převzal moc, Jindřich obnovil svou bývalou územní politiku ve prospěch arcibiskupství mohučského. V roce 1152, kdy zemřel Konrád III., bylo Jindřichovým úkolem uspořádat volbu nového krále. Konrádův prvorozený syn Jindřich v roce 1150 zemřel a jediným následníkem trůnu byl Konrádův druhý syn Fridrich, kterému bylo v té době pouhých šest let. O korunu v královské volbě v roce 1152 nakonec soupeřil Konrádův synovec Fridrich I. Barbarossa s Konrádovým synem Fridrichem, kterého zastupoval Jindřich. Přestože výhra připadla Jindřichovi, korunovace Fridricha v Cáchách zůstala v nedohlednu. Fridrich I. Barbarossa se totiž postaral o jeho pád. K tomu došlo s papežským schválením o letnicích v roce 1153, a to navzdory zastání ze strany Bernarda z Clairvaux a Hildegardy z Bingenu v Jindřichův prospěch. Poté se Jindřich vrátil zpět do kláštera v Amelungsborn, mnichem se však nikdy nestal. Téhož roku také Jindřich zemřel. Byl pohřben v klášteře v Einbecku.

## Mapa světa Jindřicha Mohučského

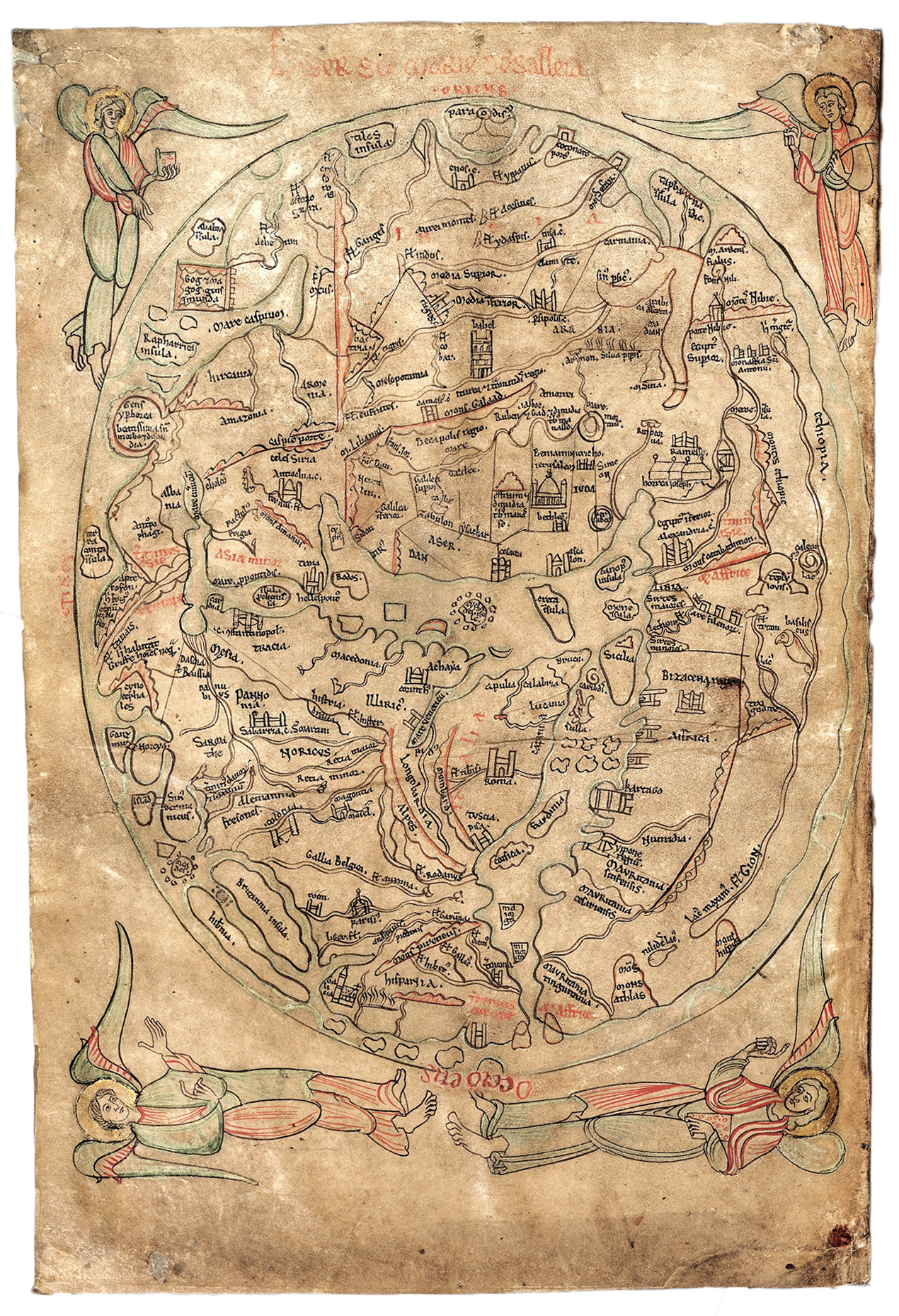
Mapa světa Heinricha I. z Mainz

Tato mapa se nachází v souboru De imagine mundi (Obrázek světa), což je druh středověké encyklopedie. Mapa světa je připisována určitému Heinrichovi, pravděpodobně stejné osobě jako byl Heinrich, kanovník Kostela Panny Marie v Mainz. Většina rukopisů Imago Mundi pokládá za autora Honoria, ale mezi obsahem a textem cambridžského rukopisu, kde se tato mapa nachází, je poznámka: " Heinrich, který vyhověl této knize, je kanovník Kostela Panny Marie z města Mainz." Jiný zdroj zase tvrdí, že nazývat mapu mapou Heinricha z Mainz je zavádějící, protože Heinrich z Mainz nemá s mapu co dočinění. Stejně se zde nahlíží i na autorství Honoria. Byla uchována díky kopii rukopisu pořízené na konci 12. století na Univerzitě v Cambridgi. Mapa je orientovaná na jih, oválného tvaru a její rozměr není velký - pouhých 29,5 x 20,5 cm. Obsahuje 229 popisných informací společně s velkým počtem nepojmenovaných měst, pohoří a řek. Co se týče barevného znakového klíče, ten odpovídá tradičním středověkým zvykům značení: moře jsou zbarvená zeleně, Rudé moře červeně, řeky jsou fialové a reliéf zobrazuje červené laločnaté řetězy hor. Hlavní sídla jsou pak označena symbolem katedrály, dvojitými věžemi a hradbami.

### Polohopis mapy
Středomoří zahrnuje ostrovy Minorga, Maiorge, Korsika, Sardinie, Sicílie, Kréta a Delos, které obklopují menší nepojmenované ostrovy. Mare Caspiuos (Kaspické moře) je zobrazené vlevo nahoře a pod ním se nachází tři provincie: Hircania (Hyrkánie), Amazones (Amazonie) a Arménie. Napravo od Arménie leží červeně zbarvené horské pásmo (pohoří Taurus), ve kterém pramení řeky Eufrat a Tigris. V Asii mapa zobrazuje města Betlém, Jeruzalém, Jericho, Persepolis, Babel, Damašek, Tróju a další. V Evropě je největší oblast přidělena Itálii, kde jsou společně s jejími provinciemi vyobrazena města Řím a Pisa. Nejpodrobněji je na mapě zachycena Francie s Paříží, která je zde zobrazena jako ostrov v řece.